# Multiplan

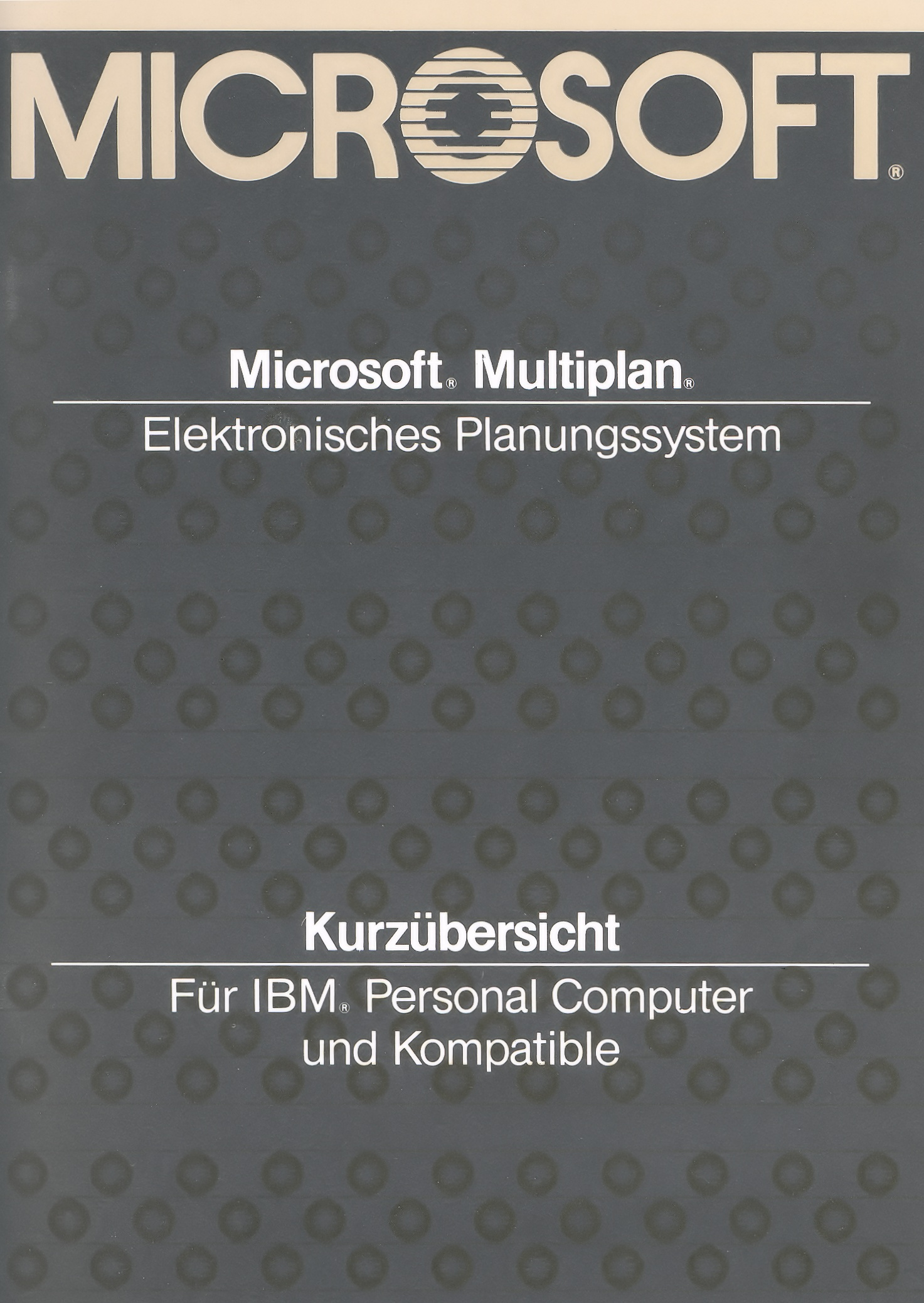
Portada del resumen breve de 32 páginas de la hoja de cálculo MULTIPLAN para PC

Multiplan fue una de las primeras hojas de cálculo desarrollada por Microsoft. Conocido inicialmente por el nombre en clave "EP" (de "Electronic Paper"), fue comercializada en 1982, como competidor para VisiCalc.
A pesar del lanzamiento de Microsoft Chart, un programa complementario de gráficos, Multiplan continuó siendo superado en ventas por Lotus 1-2-3 que era capaz de mostrar los resultados de cálculo más rápido y también mostrar gráficamente los resultados. Fue reemplazado por Microsoft Excel, que siguió algunos años después tanto en Apple Macintosh (1985) como en Microsoft Windows (1987).
Microsoft Multiplan tuvo solo un éxito moderado en los EE. UU. y no logró más del 15% de su mercado. Debido a la rápida traducción al alemán, el programa en el área de habla alemana obtuvo un 50% del mercado. En 1990, con el lanzamiento de la última versión 4.2, el desarrollo de Multiplan se suspendió porque Microsoft ya había establecido Excel en paralelo desde 1987 en el mercado.
Aunque se vendieron más de un millón de copias, Multiplan no pudo ser un desafío efectivo para Lotus 1-2-3. Según Bill Gates, esto se debió a la cantidad excesiva de conversiones (había aproximadamente 100 versiones diferentes de Multiplan). También creía que era un error lanzar versiones de 8 bits en lugar de centrarse en las máquinas más nuevas de 16 bits y, como resultado, "decidimos dejar que Lotus tuviera el mercado de DOS basado en caracteres mientras que en cambio nos enfocamos en la próxima generación: software gráfico en Macintosh y Windows".

## Versiones
Multiplan fue lanzado primero para ordenadores con el sistema operativo CP/M. Fue desarrollado utilizando un compilador C de p-code propietario de Microsoft como parte de una estrategia de portabilidad que facilitaba las conversiones a sistemas como MS-DOS, Xenix, Commodore 64 y Commodore 128, las familias de ordenadores Texas Instruments TI-99/4A (en cuatro Graphics Read-Only Memory de 6K y una única ROM de 8K), TRS-80 Model II, TRS-80 Model 4, TRS-80 Model 100 (en ROM), Apple II, y la serie B-20 de Burroughs Corporation. Existe una versión para el Apple Lisa 2 ejecutando Microsoft/SCO Xenix 3. Entra en un solo disquete de 400 KB.
La versión CP/M también se puede ejecutar en los modelos TRS-80 Model II y 4, Commodore 128 y Apple II con una tarjeta CP/M. En Francia, Multiplan también fue lanzado para los Thomson MO5 / Thomson TO7 (y sucesoras, basadas Motorola 6809) en 1986.
Multiplan para Apple Macintosh fue la primera hoja de cálculo de Microsoft que utilizaba Interfaz gráfica de usuario (el resto se basaban en texto).
Alrededor de 1983, durante el desarrollo de Windows 1.0, Microsoft tenía planeado crear una versión para Windows. Sin embargo, los planes cambiaron un año después. Multiplan fue la base sobre la que se desarrolló Microsoft Excel,

### DOS
- 1982: 1.0 - Primera versión para IBM PC
- 1983: 1.1
- 1985: 2.0 - Ampliación de las celdas de 63 × 256 a 255 × 485
- 1987: 3.0 - Soporte de Red
- 1988: 4.0 - para DOS y OS/2
- 1989: 4.1 - Corrección de errores
- 1990: 4.2

### XENIX
- 2.0

### Macintosh
- 1984: 1.0
- 1985: 1.1

### Commodore 64 / 128
- 1983: 1.06

### TI-99/4A
- 1981: 1.04

### PC-9800 / J-3100
- Febrero de 1986: Multiplan 2.0 ( serie PC-9800 , serie J-3100 )
- Julio de 1987: Multiplan 3.1 (serie PC-9800, serie J-3100, serie AX )
- Noviembre de 1989: Multiplan 4.1 (serie PC-9800, serie J-3100, serie AX)

## Diferencias en el direccionamiento de celdas
Una diferencia fundamental entre Multiplan y sus competidores fue la decisión de Microsoft de utilizar el direccionamiento R1C1 en lugar del direccionamiento A1 introducido por VisiCalc. Aunque las fórmulas de estilo R1C1 son más sencillas que las fórmulas de estilo A1 — por ejemplo, "RC[-1]" (que significa "fila actual, columna anterior") se expresa como "A1" en la celda B1, luego "A2 "en la celda B2, etc. — La mayoría de los usuarios de hojas de cálculo prefieren el estilo de direccionamiento A1 introducido por VisiCalc.
Microsoft implementa el modo R1C1 de Multiplan en Microsoft Excel, que ofrece ambos modos de direccionamiento; aunque A1 es el modo de direccionamiento predeterminado de MS Excel.

## Recepción
Ahoy! llamada a la versión Commodore 64 de Multiplan, distribuida por Human Engineered Software, una "hoja de cálculo de calidad profesional ... No hay espacio suficiente en este artículo para mencionar todas las operaciones matemáticas realizadas ... La documentación es larga pero está bien escrita" ("professional quality spreadsheet ... There is not enough room in this article to mention all the mathematical operations performed ... Documentation is lengthy but well written"). Una segunda revisión en la revista notó la limitación de la pantalla de 40 columnas de la computadora, pero elogió la capacidad de detener cualquier acción en curso. También elogió la documentación y concluyó que "su facilidad de uso y su diseño infalible hacen de Multiplan un valor excepcional". BYTE dijo que "Multiplan para Macintosh es un ganador", afirmando que combinando el poder y las características de otras versiones con los gráficos de Macintosh y la interfaz de usuario "rivaliza, y de muchas maneras supera, cualquier otra cosa disponible en el género de hoja de cálculo".